# Chen Haiwei
Chen Haiwei (Quanzhou, 30 december 1994) is een Chinees schermer die actief is in de floret-categorie. 

## Biografie
Haiwei begon met schermen op 12-jarige leeftijd. In 2014 werd hij wereldkampioen bij de junioren nadat hij in de finale won van Alexander Choupenitch. In datzelfde jaar won hij met het Chinese team goud op de Aziatische kampioenschappen schermen maar verloor hij zijn individuele finale.

## Erelijst
- Wereldkampioenschappen
  - 2014:  - floret team
  - 2015:  - floret team

- Aziatische Spelen
  - 2014:  - floret team
  - 2014:  - floret individueel

- Aziatische kampioenschappen 
  - 2014:  - floret team
  - 2014:  - floret individueel
  - 2013:  - floret team

## Wereldranglijst
Floret
| Jaar   | 2013 | 2014 | 2015 |
| ------ | ---- | ---- | ---- |
| Plaats | 51   | 16   | 24   |